# فرودگاه آبی سو لوک‌اوت
فرودگاه آبی سو لوک‌اوت (به انگلیسی: Sioux Lookout Water Aerodrome) یک فرودگاه همگانی است که یک باند فرود آب دارد. این فرودگاه در کشور کانادا قرار دارد و در ارتفاع ۳۵۷ متری از سطح دریا واقع شده است.